# Koronka község
Koronka község (románul: Comuna Corunca) község Maros megyében, Romániában. Központja Koronka, hozzá tartozik Székelybós.

## Népessége
A 2011-es népszámlálás adatai alapján a község népessége 2785 fő volt.
| · Koronka község nemzetiségi összetétele 2021-ben Magyar (45,54%) Román (41,5%) Cigány (1,2%) Ismeretlen (11,28%) Egyéb (0,48%) | · Koronka község felekezeti összetétele 2021-ben Ortodox (35,72%) Református (33,36%) Római katolikus (8,17%) Görög katolikus (2,11%) Adventista (1,84%) Unitárius (1,7%) Jehova tanúi (1,2%) Nem vallásos (1,16%) Ismeretlen (12,8%) Egyéb (1,94%) |

## Története
2004-ben vált ki Jedd községből és szervezték önálló községgé.